# (17247) Vanverst
(17247) Vanverst (2000 GG105) – planetoida z pasa głównego asteroid okrążająca Słońce w ciągu 3,46 lat w średniej odległości 2,29 j.a. Odkryta 7 kwietnia 2000 roku.